# Lò luyện thi
Lò luyện thi hay trung tâm dạy thêm là một dạng trường học chuyên biệt với mục đích ôn tập, rèn luyện cho các học sinh đạt tới mục tiêu điểm số cụ thể, phổ biến nhất là nhằm vượt qua các kỳ thi chuyển cấp vào cấp ba hoặc đại học. Ở các nước phương Tây cũng tồn tại thuật ngữ để chỉ đến mô hình trường học này đó là "cram school" trong tiếng Anh, bắt nguồn từ tiếng lóng "cramming" có nghĩa là "nhồi sọ", học nhồi nhét, tức là học một lượng lớn kiến thức chỉ trong một thời gian ngắn.

## Giáo dục
Các trung tâm học thêm có thể dạy chuyên sâu về một môn hay nhiều môn học cụ thể, hoặc có thể dạy song song với các chương trình chính khóa ở nhà trường. Kiểu lò luyện thi đặc biệt đảm nhiệm công việc chuẩn bị cho học sinh ôn lại kiến thức sau khi "toạch" các kỳ thi chuyển cấp cũng rất phổ biến. Đúng như tên gọi của nó, mục tiêu của các lò luyện thi nói chung đều là truyền tải thật nhiều kiến thức cho học sinh nhất có thể trong thời gian cấp tốc. Đích đến là giúp học sinh đạt đủ điểm yêu cầu trong các kỳ thi nào đó hoặc đáp ứng được các yêu cầu đầu ra-đầu vào khác như kỹ năng ngoại ngữ (ví dụ: thi IELTS, HSK). Các lò luyện thi, cũng như các quốc gia mà hình thức này thông dụng, đôi khi bị chỉ trích vì tập trung vào việc học thuộc lòng và thiếu hẳn việc rèn luyện tư duy phản biện và kỹ năng phân tích.

## Theo khu vực/quốc gia

### Trung Quốc
Bổ tập ban (补习班) là những lò luyện thi đặt tại Trung Quốc. Chúng có liên quan đến hiện tượng dạy thêm học thêm, nhằm cải thiện điểm số của học sinh tại kỳ thi Cao khảo. Sở dĩ nó tồn tại là vì tầm quan trọng của các kỳ thi chuẩn hóa.

### Đài Loan
Các lò luyện thi tại Đài Loan được gọi là bổ tập ban (補習班, có nghĩa là "lớp học thêm") và nó không hẳn là lò luyện thi theo nghĩa truyền thống. Đa phần hầu hết các dạng lớp học ngoại khóa nào cũng có thể gọi là bổ tập ban, ví dụ như học âm nhạc, mỹ thuật, toán và vật lý, thậm chí là học sinh không phải tham gia các lớp học này chỉ để nhằm "vượt rào" trong một kỳ thi. Có một niềm tin cố hữu rằng các bậc phụ huynh nên gửi gắm con em mình vào tất cả các dạng lò luyện thi để chúng có thể cạnh tranh được với những đứa trẻ tài giỏi khác. Do đó, hầu hết trẻ em tại Đài Loan đều có một quỹ thời gian học nhồi nhét các kiểu lớp học ở lò luyện thi.